# محمد بن طغج الإخشيد
محمد بن طغج الإخشيد المؤسس الأول للدولة الإخشيدية في مصر كان غلاما تركيا، تولى الولاية في مصر مكافأة له من الخليفة العباسي في عصره على تصديه لمحاولات الفاطميين دخول مصر واستطاع الاستقلال بمصر عام 940

## مولده ونشأته
ينتسب الإخشيديُّون إلى «الإخشيد»، وهو لقبٌ فارسيّ قديم منحهُ الخليفة العبَّاسي أبو العبَّاس مُحمَّد الراضي بِالله لِأبي بكر مُحمَّد بن طُغج بن جُف في شهر رمضان من سنة 327هـ المُوافق فيه شهر تمُّوز (يوليو) سنة 939م بناءً على طلبه، وإنَّما لقَّبهُ بِذلك لِأنَّهُ لقب مُلُوك فرغانة وهو من نسلهم، والمعروف أنَّهُ كان يُسيطر على هذا الإقليم كبار المُلَّاك الإقطاعيين والفُرسان، وأميرُهم هو أكبرهم من حيثُ السعة الإقطاعيَّة ويُسمَّى «دهقان» ولقبه «إخشيد»، ويعني «الذكي» أو «النبيه». حيث عندما ترقَّى محمد بن طغج في المناصب القياديَّة ووصل إلى منصب الولاية أراد أن يصل نسبه بِمُلوك فرغانة إعلاءً لِشأن أُسرته، ولِذلك لقَّبهُ الخليفة الرَّاضي بِهذا اللقب عندما أضحى صاحب الديار المصريَّة والشَّاميَّة لِأنَّهُ كان فرغانيًا. ومهما يكن من أمر، فقد قدم جُف بن يلتكين، جد مُحمَّد، إلى الخليفة العبَّاسي أبو إسحٰق مُحمَّد المُعتصم بالله مع طائفةٍ من الضُبَّاط التُرك، والمعروف أنَّ التدخُّل التُركي في شؤون الخِلافة بدا واضحًا في عهد هذا الخليفة الذي بويع في ظل صراعٍ عنيفٍ بين العرب من ناحية وبين الفُرس من ناحيةٍ أُخرى، واختلالٍ في التَّوازُن بين العصبيَّات القوميَّة التي تكوَّنت منها الدولة العبَّاسيَّة، وقد فقد ثقته بِالعرب والفُرس ما دفعهُ إلى تقريب العُنصر التُركي، وخصَّ التُرك بِالنُفوذ والسُلطان، وقلَّدهم قيادة الجُيُوش، ومكَّن لهم في الأرض، وأقطعهم قطائع في سامرَّاء. وظلَّت قطائع جُف تُنسب إليه حتَّى بعد زمن ابن خلِّكان المُتوفَّى سنة 681هـ المُوافقة لِسنة 1282م.
انتقل جُف بعد وفاة المُعتصم إلى خدمة ابنه الخليفة أبو جعفر هٰرون الواثق بالله، وعندما تُوفي هذا في سنة 232 هـ المُوافقة لِسنة 847 م، دخل في خدمة أخيه أبو الفضل جعفر المُتوكِّل على الله، وظلَّ في عداد حاشيته إلى أن تُوفي بِبغداد في الليلة التي قُتل فيها المُتوكِّل، أي ليلة 3 شوَّال 247هـ المُوافق فيه 10 كانون الأوَّل (ديسمبر) 861م، والتحق ابنُه «طُغج»، بعد وفاته، بِخدمة أحمد بن طولون، ويبدو أنَّهُ انضمَّ بعد ذلك إلى إسحٰق بن كنداج والي الموصل وخصم ابن طولون، وما جرى بعد ذلك من التفاهم بين خُمارويه بن أحمد بن طولون وبين إسحٰق بن كنداج، أن عاد طُغج بن جُف إلى العمل تحت إمرة الطولونيين، فعيَّنهُ خُمارويه واليًا على دمشق وطبريَّا، وأرسلهُ في سنة 281هـ المُوافقة لِسنة 894م لِغزو البيزنطيين، فخرج من طرسوس على رأس الجيش وتوغَّل في آسيا الصُغرى، وهزم البيزنطيين في مواقع عدَّة عند أبواب قيليقية وفي غربها، وأدَّى انتصاره هذا إلى أن يزحف إلى عُمق الأراضي البيزنطيَّة على امتداد الساحل، وأن يتوغَّل في جوف الأناضول حتَّى طرابزون على البحر الأسود، ثُمَّ عاد إلى دمشق مُحمَّلًا بِالغنائم. ويبدو أنَّ خُمارويه غضب على طُغج بن جُف بعد هذه الحملة لِأنَّهُ كان قد طلب منهُ القبض على راغب مولى المُوفَّق بالله أبو أحمد طلحة وليَّ العهد العبَّاسي، والمعروف أنَّ راغب هذا كان قد نزل بِطرسوس لِلجهاد ضدَّ الروم، ثُمَّ غلب على هذا الثغر بعد أحمد بن طغَّان العُجيفي، لكنَّ الاستقبال الودي الذي لقيه طُغج منه جعلهُ يأنس إليه ويُبقي على حياته وبِخاصَّةً بعد تدخُّل أهل طرسوس الذين ارتاحوا في ظل حُكمه، واشترك الرجلان في غزو البيزنطيين. وعندما عاد طُغج بن جُف إلى خُمارويه، راح يتلمَّس الأعذار لِتصرُّفه وامتناعه عن التخلُّص من راغب، ويبدو أنَّ خُمارويه لم يقتنع بِتبريراته وقرَّر التخلُّص منه، غير أنَّهُ قُتل قبل أن يُحقق ذلك.
وعندما تولَّى هٰرون بن خُمارويه حُكم مصر، كان طُغج بن جُف يحكم الشَّام مُستقلًا عن مصر إلى حدٍ ما، فكتب إليه القائدان الطولونيَّان بدر الحمامي والحُسين بن أحمد الماذارئي لاستقطابه، لا سيَّما وأنَّ هٰرون بن خُمارويه كان صغيرًا لم يتجاوز الرابعة عشرة من عُمره وكان قادة الجُند يُسيرون شؤون الدولة وفق أهوائهم ومصالحهم الخاصَّة، وبعد مُفاوضاتٍ جرت بين الطرفين نجح القائدان الطولونيَّان في الوُصول إلى تفاهُمٍ معه يقضي بِعودة الشَّام إلى حظيرة الدولة الطولونيَّة وإقرار طُغج بن جُف على حُكمها. وتصدَّى طُغج بن جُف في سنة 289هـ المُوافقة لِسنة 902م لِجُمُوع القرامطة الذين تقدموا باتجاه الشَّام هربًا من مُطاردة الجُيُوش العبَّاسيَّة، فعاثوا فيها فسادًا، لكنَّهُ هُزم أمامهم وعاد إلى دمشق، وجدَّد قتاله لهم في العام التالي، إلَّا أنَّهُ هُزم أيضًا. وكان طُغج بن جُف من بين القادة الذين لم يرضوا عن قتل هٰرون بن خُمارويه، ولم يعترفوا بِخلفه شيبان بن أحمد بن طولون، وانضمُّوا إلى الجيش العبَّاسي الزاحف إلى مصر بِقيادة مُحمَّد بن سُليمان الكاتب لِلقضاء على حُكم الطولونيين. وكافأه الوالي العبَّاسي بِأن عيَّنهُ واليًا على قنسرين، لكنَّهُ لم يستمر طويلًا في منصبه، فقد اصطحبه مُحمَّد بن سُليمان الكاتب معهُ إلى بغداد هو وابنه وأخاه، وهُناك دبَّ الخلاف بينهُ وبين العبَّاس بن الحسن وزير الخليفة أبو مُحمَّد علي المُكتفي بِالله، فدسَّ لهُ عند الخليفة الذي زجَّه في السجن مع ابنه مُحمَّد، وتُوفي في سجنه في سنة 294هـ المُوافقة لِسنة 907م، وأطلق الخليفة مُحمَّد بن طُغج من السجن، فلازم الوزير العبَّاسي إلى أن قضى عليه الحُسين بن حمدان التغلبي - أوَّل أمُراء الحمدانيين - واشترك مُحمَّد بن طُغج وأخوه عُبيد الله معهُ في التخلُّص منه أخذًا بِثأر والدهُما، وهرب مُحمَّد إلى الشَّام، وفرَّ أخوه عُبيد الله إلى شيراز.

## استقلاله بمصر

### ظهوره بمصر
كان مُحمَّد بن طُغج قد اتصل بعد خُروجه من العراق إلى الشَّام بِأبي العبَّاس أحمد بن بسطام عامل الخِراج فيها، وظلَّ معهُ يخدمهُ في صيده، ويجمع لهُ الجوارح حتَّى عُرف باسم «بازيار بن بسطام»، أي «صاحب الباز بن بسطام»، وهو الذي يحملُ البيزان والصُقُور المُعدَّة لِلصيد. وعندما تقلَّد ابن بسطام خراج مصر سنة 296هـ المُوافقة لِسنة 909م، صحبهُ مُحمَّد بن طُغج إليها، واستمرَّ في خدمته إلى أن تُوفي في السنة التالية، فالتحق بِخدمة ابنه أبي القاسم علي بن أحمد بن بسطام الذي خلفهُ على خِراج مصر، وظلَّ في خدمته حتَّى تمَّ عزله سنة 300 هـ (912 - 913م)، فاتصل بِأبي المنصور تكين والي مصر، واشترك مع القُوَّات العبَّاسيَّة في التصدي لِلغزو الفاطمي على مصر، وبِخاصَّةٍ الحملة التي قادها حباسة سنة 302هـ المُوافقة لِسنة 914م، وأبلى فيها بلاءً حسنًا ما لفت نظر تكين، فقرَّبهُ إليه ووثَّق صلته به حتَّى أضحى منهُ بِمثابة الابن. وعندما عُزل تكين عن ولاية مصر وأُسندت إليه ولاية دمشق رافقهُ مُحمَّد بن طُغج، فولَّاهُ تكين عمَّان وجبال الشراة نيابةً عنه، وسنحت لهُ الظُروف أن يُظهر مواهبه العسكريَّة وإخلاصه لِلخلافة عندما أنقذ قافلة حُجَّاج قادمةٍ من العراق والشَّام من غارةٍ نفذها أعرابٌ من لخم وجذام، فشكرهُ الحُجَّاج وأسهبوا في الحديث عن شجاعته في بغداد ما لفت نظر الخليفة، فخلع عليه وزاد في رزقه. وعندما أُعيد تكين إلى ولاية مصر في سنة 307هـ المُوافقة لِسنة 919م، صحبهُ مُحمَّد بن طُغج، فولَّاهُ على الإسكندريَّة، وظلَّ مُقيمًا فيها إلى أن غزاها الفاطميُّون مرَّة ثانية بِقيادة القائم، فأبدى شجاعةً في القتال وأدَّى دورًا فاعلًا في هزيمتهم وإجبارهم على العودة إلى المغرب. استغلَّ مُحمَّد بن طُغج وضعهُ المُتقدِّم فوثَّق علاقته بِكبار رجال الدولة في بغداد ومصر، فأنعم عليه مؤنس الخادم بِأن قلَّدهُ الحوفين الشرقي والغربي بِأمرٍ من الخليفة، كما اتصل بِأفراد الأُسرة الماذرائيَّة في مصر وحصل منهم على معلوماتٍ مُفيدة عن أوضاع مصر الاقتصاديَّة وعن المُمتلكات الماذرائيَّة. وما جرى آنذاك من إقدام مُحمَّد بن طُغج على مُصادرة أموال الناس في مصر واستيلائه على دار القاضي الحُسين بن حرب وعلى تركة أحمد بن صالح حاكم الإسكندريَّة، أن دبَّ الخِلاف بينه وبين تكين الذي أزعجهُ هذا التصرُّف ولم يرضَ عنه.
وحدث أن تم تعيين مُؤنس الخادم، مُحمَّد بن جعفر القرطي على الحسبة ثُمَّ على الخِراج في مصر، وصرف الماذرائيين عنها وذلك في غُمرة الصراع على السُلطة وحتَّى لا يستأثر هؤلاء بِالمُقدرات الاقتصاديَّة، فتقرَّب إليه مُحمَّد بن طُغج، وتحسَّنت علاقته به، غير أنَّ الماذرائيين لم يتركوا القرطي وشأنه، فاتهموه باختلاس الأموال من خِراج البلاد، فعزله الخليفة أبو الفضل جعفر المُقتدر بِالله، واضطرَّ إلى الاختباء عند مُحمَّد بن طُغج حيثُ تمكَّن بِواسطته من التخلُّص من مُلاحقة الماذرائيين، والوُصول آمنًا إلى بغداد. حفظ القرطي صنيع مُحمَّد بن طُغج، فعمل في بغداد على دعمه وتثبيت مركزه، وحصل لهُ على تقليدٍ من الخليفة بِولاية الرملة في سنة 316هـ المُوافقة لِسنة 928م، وقد اضطرَّ مُحمَّد بن طُغج أن يُغادر مصر بالحيلة خوفًا من غضب الوالي تكين عليه، ممَّا يدُل على الفوضى التي كانت تسود البلاد العبَّاسيَّة في ذلك الوقت. تولَّى مُحمَّد بن طُغج ولاية الرملة حتَّى سنة 318هـ المُوافقة لِسنة 931م، عندما أعاد الخليفة تعينه واليًا على دمشق، والرَّاجح أن صديقه القرطي كان وراء هذا التدبير، فحظي بِتأييده ومُساندة أهل دمشق حيثُ كان محبوبًا عندهم. ونظَّم مُحمَّد بن طُغج وضعهُ الداخلي في دمشق، فشكَّل جيشًا ضمَّ طائفةً كبيرةً من الجُند، كما التفَّ إخوته حوله: عُبيد الله والحسن والحُسين وعليّ، بِالإضافة إلى بني طُغج، فتقوَّى بهم، وكوَّن عِصبةً من الغلمان التصقت به كان أكبرهم بدر الكبير وأصغرهم كافور الذي أضحى خادمه الخاص. والواقع أنَّ مُحمَّد بن طُغج اقتدى بِأحمد بن طولون بعد أن أدرك أنَّ تقليد الخِلافة لهُ يبقى غير ذي قيمة إذا لم يُدعَّم بِالقُوَّة العسكريَّة في ظل الأوضاع السياسيَّة المُضطربة، التي كانت سائدة في عاصمة الخِلافة وفي الأطراف، لِهذا استمرَّ في تجهيز نفسه وإعداد قُوَّاته العسكريَّة بِجمع الأعوان والأنصار حتَّى كثُر رجاله، وعجز عن تموينهم ودفع مُرتباتهم، لِذلك راح يُصادر الأموال لِلإنفاق عليهم وبِخاصَّةٍ أموال الأثرياء واتَّبع مُختلف الوسائل في هذا السبيل. وبعد أن استكمل مُحمَّد بن طُغج استعداداته العسكريَّة، وأنس من نفسه القُوَّة، التفت إلى التمدُّد باتجاه مصر، فراح يُراقب تحرُّكات تكين ويترصَّد أخباره، وهو مُستعد لانتهاز أوَّل فُرصة لِلوُثوب إليها.

### تولية مُحمَّد بن طُغج على مصر

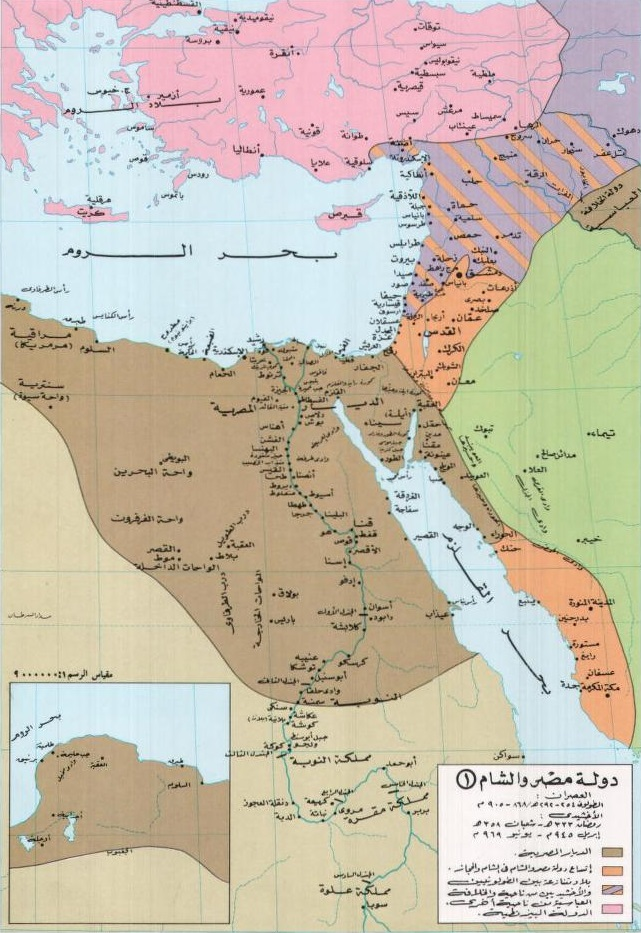
حُدود الدولة الإخشيديَّة (البُني والبُرتُقالي والبنفسجي المُظلل) بعد اعتراف الخِلافة العبَّاسيَّة بِضم الشَّام والحجاز ومصر ضمن ولايةٍ واحدة.

لم يترُك مُحمَّد بن طُغج وسيلةً لِلحُصُول على ولاية مصر، فنهج أُسلُوب أحمد بن طولون في الاعتماد على الأنصار وشراء الناس، وأرسل كاتبه علي بن مُحمَّد بن كلا إلى الخليفة أبو منصور مُحمَّد القاهر بِالله يلتمس منه ولاية هذه الديار بعد وفاة تكين في سنة 321هـ المُوافقة لِسنة 933م، لكنَّ الخليفة لم يُجبه، وقلَّد مُحمَّد بن تكين ولاية مصر خلفًا لِوالده، ولكنَّهُ لم ييأس وتابع مُحاولاته في ظل تردّي الأوضاع الداخليَّة في هذه الولاية وتغيُّر الوُلاة بِسُرعةٍ لافتة. ويبدو أنَّ الخليفة بدَّل رأيه بعد ذلك، فعيَّنهُ واليًا على مصر في 7 رمضان المُوافق فيه 31 آب (أغسطس)، غير أنَّهُ لم يتمكَّن من الذهاب إليها بِسبب اضطراب أوضاعها الداخليَّة، واضطراب الأوضاع في بغداد نفسها بعد خلع الخليفة القاهر بالله، وانتهاج خلفه أبو العبَّاس مُحمَّد الراضي بِالله سياسة أسلافه في الإيقاع بين السُلطات الحاكمة في مصر، فكتب إلى الوالي السَّابق أحمد بن كيغلغ يُقرُّه على ولاية مصر في حين أرسل إلى القائد مُحمَّد الماذرائي يُذكِّره بِأنَّ الأمر له يُقلِّد من يشاء ويصرف من يشاء. ونتيجةً لِلصراع بين مُحمَّد بن تكين، الذي قدم إلى مصر من فلسطين في شهر ربيع الأوَّل 322هـ المُوافق فيه شُباط (فبراير) 934م مُدعيًا أنَّهُ واليها من قِبل الخليفة، وبين الوالي أحمد بن كيغلغ والماذرائيين؛ اضطربت الأُمور أكثر فأكثر، وانقسمت طوائفُ الجُند، ما دفع الخليفة الراضي بِالله إلى إرسال الوزير الفضل بن جعفر إلى مصر لاستطلاع أوضاعها وتدبير أُمورها، ومنحهُ صلاحيَّات مُطلقة في التصرُّف، بناءً على طلبه، فقلَّد هذا مُحمَّد بن طُغج ولاية مصر في سنة 323هـ المُوافقة لِسنة 935م، وضُمَّت إليه الشَّام والحجاز، ويبدو أنَّ لِذلك علاقةً بِما جرى من التقارب الأُسري. فقد زوَّج مُحمَّد بن طُغج ابنته من الفضل بن جعفر، فاستغلَّ هذا الزواج لِلحُصول على ولاية مصر، وقد وافق الخليفة الراضي بِالله بعد ذلك على هذا التعيين بعد أن أصبح أمرًا واقعًا وعزل أحمد بن كيغلغ. والواقع أنَّ الخِلافة كانت مُترددة في حسم الموقف في الشَّام ومصر خشيةً من تكرار تجربة الطولونيين، لِذلك جاءت قراراتها مُتسرِّعة وأوامرها مُرتبكة تنُمُّ عن الضُعف الذي حلَّ بها، وقد استغلَّ مُحمَّد بن طُغج ذلك الارتباك بِذكاء واعتمد على الصلاحيَّات الواسعة المُعطاة لِلوزير العبَّاسي لِتنفيذ رغبته، مُدركًا أنها لن تتحقق وتستقر إلَّا بِجُهوده الشخصيَّة وقُوَّته العسكريَّة.

#### دُخُول الإخشيديين إلى مصر

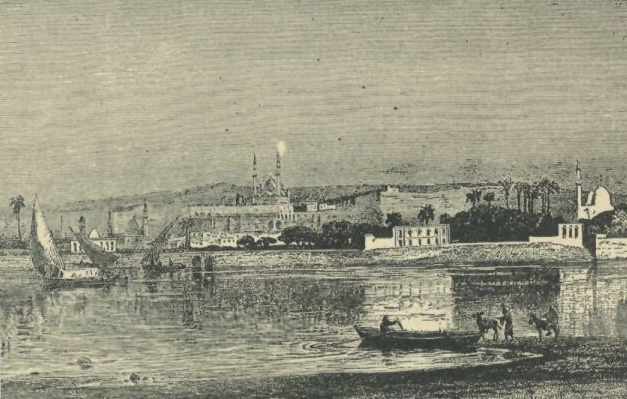
مدينة الفسطاط، دخلها الإخشيديُّون يوم 23 رمضان 323هـ المُوافق فيه 26 آب (أغسطس) 935م، بعد إقرار الخِلافة العبَّاسيَّة بِولاية الإخشيد على الديار المصريَّة.

كان الدُخول إلى مصر يتطلَّب تخطيطًا سليمًا نظرًا لِصُعوبته بِفعل تمسُّك أحمد بن كيغلغ بِمنصبه وحرص الماذرائيين على المُحافظة على مُكتسباتهم، لِذلك عقد مُحمَّد بن طُغج اجتماعًا سريًا مع الفضل بن جعفر في دمشق اتفقا في نهايته على أن يتم الدُخُول إلى مصر من محورين برّي وبحري، واتخذا الحيطة والحذر كي لا تتسرَّب أخبار اجتماعهما إلى أنصار الماذرائيين الكُثر في دمشق. وحرص مُحمَّد بن طُغج، قبل اللُجوء إلى استعمال القُوَّة المُسلَّحة، إلى الدُخول سلمًا إلى مصر، فكتب إلى مُحمَّد بن علي الماذرائي، صاحب السُلطة الفعليَّة فيها، يطلب منهُ التخلّي عن موقفه العدائي منه ويُخلِّي بينه وبين دُخول مصر مُقابل أن يظلَّ لهُ الإشراف المالي والإداري في البلاد، فرفض الاستجابة لِطلبه مُدركًا أنَّ هذا الوالي الجديد يختلف عن الوُلاة السابقين من حيث القُوَّة والطُموح، وأنَّهُ لن يكون لهُ من النُفوذ كما كان لهُ مع غيره، وبالتالي لا مقام له معه. دفع هذا الرفض مُحمَّد بن طُغج إلى تعبئة قُوَّاته، فحشد القادة والجُنُود الذين رافقوه والذين وفدوا عليه من الشَّام والعراق والبادية، وسار بهم باتجاه مصر. وعندما علم أحمد بن كيغلغ بِزحفه اتخذ التدابير الضروريَّة بِالتعاون مع حليفه مُحمَّد بن علي الماذرائي لِمنعه من الدُخول، بِالإضافة لِعرقلة إجراءات الوزير الفضل بن جعفر الإداريَّة. تقدَّم مُحمَّد بن طُغج على رأس جيشه باتجاه الداخل المصري، وفي المُقابل خرج أحمد بن كيغلغ من الفسطاط على رأس ثلاثين ألف جُندي تُسانده القُوَّة المغربيَّة في مصر، فاصطدم بِمُقدمة جيش مُحمَّد بن طُغج ومُني بِهزيمةٍ فادحة. ونزل مُحمَّد بن طُغج بعد انتصاره في منية الأصبغ شمالي القاهرة المُعاصرة وانتظر وُصول أُسطوله البحري بِقيادة صاعدة بن كلملم، وكان قد استولى على دُمياط وتنيس، واصطدم بِأُسطول ولاية مصر بِقيادة علي بن بدر بِالقُرب من سمنود وانتصر عليه ودمَّره، وتابع إبحاره إلى جزيرة الروضة وهي خط الدفاع عن الفسطاط، ولكنَّ هذا الأُسطول انسحب فجأة وعاد إلى الدلتا، ويبدو أنَّهُ تعرَّض لِضغطٍ عسكريّ بريّ، بِدليل أنَّ أحمد بن كيغلغ والماذرائي أسرعا، بعد انسحابه، إلى شحن الجزيرة بِالرجال والسلاح لِلدفاع عن الفسطاط. أعاد مُحمَّد بن طُغج تنظيم صُفُوف قُوَّاته البحريَّة وجدَّد هُجومه البحري على جزيرة الروضة ونجح في الاستيلاء عليها وأسر من فيها من الجُنُود، لكنَّ هذه القُوَّة البحريَّة لم تتمكَّن من دُخُول الفسطاط بِفعل شدَّة المُقاومة. وما جرى آنذاك من استياء أحمد بن كيغلغ، الذي كره استبداد مُحمَّد بن علي الماذرائي بِالأُمور السياسيَّة والإداريَّة وثقل عليه أمره وأمر أولاده وشعر بِأنَّهُ ليس له معهم أمرٌ ولا نهي، وانضمام كثيرٌ من جُنُوده إلى جيش مُحمَّد بن طُغج؛ أن مال إلى التفاهم مع هذا الأخير، وبِخاصَّةً بعد أن أرسل إليه مُحمَّد بن طُغج كتاب الخليفة الراضي بالله بِتكليفه ولاية مصر، وهدَّده بِالشكاية أمامه. والواقع أنَّ ابن كيغلغ كان قد عزم على الاستسلام إلى مُحمَّد بن طُغج قبل ذلك، إلَّا أنَّهُ اصطدم بِرفض مُحمَّد بن علي الماذرائي. وفعلًا أقدم أحمد بن كيغلغ على تسليم البلاد لِمُحمَّد بن طُغج، واعتذر إليه بِأنَّ زمام الأُمور كان قد أُفلت من يده، وأنَّ المُقاومة التي تعرَّض لها لم تكن بِإرادته. ونتيجةً لِذلك التفاهُم دخل مُحمَّد بن طُغج الفسطاط في 23 رمضان المُوافق فيه 26 آب (أغسطس) فاستقبله أحمد بن كيغلغ مُستسلمًا في حين فرَّ مُحمَّد بن علي الماذرائي، واضطرَّ إلى الاختباء. ونهبت العساكر الداخلة المدينة مُدَّة يومين، ولم تتوقف عن النهب إلَّا بعد أن هددهم مُحمَّد بن طُغج بِالقتل، ثُمَّ هدأت الأوضاع وبدأت الحياة العامَّة تعود إلى طبيعتها، فاطمأنَّ السُكَّان الذين كانوا قد غادروها وعادوا إلى دورهم.

## الإخشيد في مصر
عندما تولى محمد بن طغج الإخشيد واجه العديد من المشاكل وقام بحلها، وتتلخص في الآتي:

### القضاء على المُتمردين

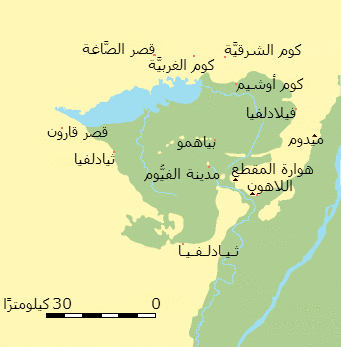
خارطة إقليم الفيُّوم التي اعتصم فيها المُتمردون على الإخشيديين.

غادر الفسطاط، على أثر دُخُول مُحمَّد بن طُغج، بعض القادة الذين ناهضوه واشتركوا في قتاله، أمثال حبشي بن أحمد قائد القُوَّة المغربيَّة، وعلي بن بدر قائد أُسطول أحمد بن كيغلغ وتوجهوا نحو الشرقيَّة، ثُمَّ يمَّموا وجههم صوب الفيُّوم، وقد تجنَّبوا الذهاب إلى الحُدود الشرقيَّة باتجاه فلسطين ظنًا منهم أنَّهم لن ينجوا من أعوان مُحمَّد بن طُغج في هذه البلاد، واختاروا الذهاب إلى الفيُّوم بِفعل عاملين: عدم امتداد سُلطان مُحمَّد بن طُغج إلى هذه المنطقة بعد، والطبيعة الجُغرافيَّة لِتلك المنطقة التي تُشكِّلُ حائلًا أمام أي هُجومٍ قد تتعرَّض له. والواقع أنَّ والي مصر الجديد لم يشأ أن يتركهم حتَّى تستفحل حركتهم، وأراد أن يقضي عليها في مهدها، فأرسل إليهم قُوَّة عسكريَّة بحريَّة بِقيادة صاعد بن كلملم. ويبدو أنَّ المراكب لم تستطع أن تُبحر في الترعة الموصلة إلى الفيُّوم، ما أعطى المُتمرِّدين الفُرصة لِلتصدي لها، وتمكَّنوا من الاستيلاء عليها وأسر قائد الحملة وقتله، وأبحروا إلى دار صناعة السُفن في جزيرة الروضة وأحرقوا المراكب الراسية فيها، ثُمَّ واصلوا السير إلى الإسكندريَّة، ومنها رحلوا إلى برقة، وكتبوا إلى الخليفة الفاطمي مُحمَّد بن عُبيد الله القائم بِأمر الله يستأذنوه ويدعونه لِغزو مصر، وهوَّنوا عليه أمرها، ووعدوه بِأخذها، وطلبوا منه مُساندتهم بِقُوَّةٍ عسكريَّة، فاستجاب لهم. كان من الطبيعي أن يتوجَّس مُحمَّد بن طُغج خيفةً من تمادي المُتمردين وبِخاصَّةً بعد اتصالهم بِالفاطميين، فجهَّز حملةً عسكريَّةً كبيرة أسند قيادتها إلى أخيه عُبيد الله، وأمر بِمُطاردتهم والقضاء عليهم، ويبدو أنهم عجزوا عن مُواجهته، واضطرّوا إلى مُغادرة مصر إلى رمادة بين برقة والإسكندريَّة، ومرض حبشي بن أحمد وتُوفي فيها في سنة 324هـ المُوافقة لِسنة 936م قبل وُصوُل المُساعدة الفاطميَّة. وهكذا خلُصت مصر لِمُحمَّد بن طُغج بِفضل جُهُوده الشخصيَّة.

### فُقدان الشَّام

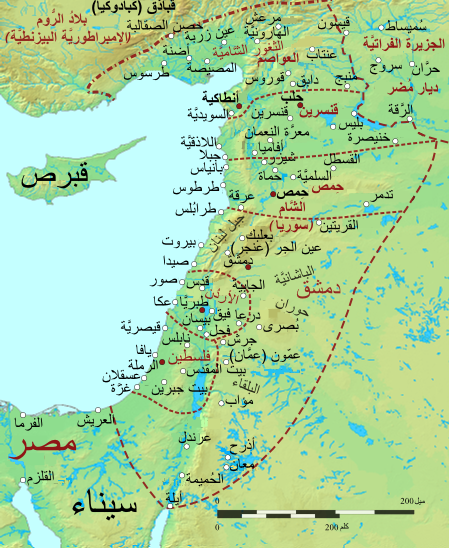
الأجناد والثُغور الشَّاميَّة التي فقدها الإخشيديُّون لِصالح الوالي مُحمَّد بن رائق.

بعد إقرار مُحمَّد بن طُغج الإخشيد على ولاية مصر والشَّام، أخذت الخِلافة العبَّاسيَّة تعمل على إنعاش نفسها وإنقاذ هذا المقام من الهوان والضُعف الذي حلَّ به نتيجة استبداد القادة التُرك بالأمر مُنذُ حوالي رُبع قرن، فأُجريت بضعة تعديلات إداريَّة تناولت مركز الخِلافة والوزارة ووضع القادة التُرك، وانتهت بِظُهور منصب «أمير الأُمراء» الذي سيطر مُتقلِّدُه على مقاليد الحُكم وامتدَّت صلاحيَّاته إلى الضرائب والإدارة، فهيمن على الخِلافة وأزال نُفوذ الوُزراء وتوقَّف الصراع بين الخِلافة والقادة التُرك الذي شغل جانبًا كبيرًا من العصر العبَّاسي الثاني. وكان أوَّل من تقلَّد هذا المنصب هو أمير واسط والبصرة مُحمَّد بن رائق الذي بدا في حينه أقوى شخصيَّة عسكريَّة. لكن لم تمضِ بضعة أشهر على تولِّيه هذا المنصب حتَّى خرج عليه أحد قادته التُرك ويُدعى «بجكم»، وحلَّ محلَّهُ في إمرة الأُمراء بعد أن هزمه، ما دفع مُحمَّد بن رائق إلى التفكير في البحث عن ولايةٍ تخضع له، وقد أدَّى الوزير أبو الفتح بن الفُرات دورًا هامًا في توجيهه إلى الشَّام ومصر لِيُعوِّض بهما عن خسارته. وفي نفس الوقت كانت الخِلافة غير مُطمئنَّة إلى وُجود الإخشيد في أهم ولايتين بِالمشرق، وكانت مصلحة الدولة العبَّاسيَّة العُليا تقوم على التفرقة بين القادة الوُلاة وعدم السماح بِبُروز أيَّة قُوَّة في مصر والشَّام يُمكن أن تستقل بهما وتُهدد مصلحة الدولة ووحدة العالم الإسلامي، تمامًا كما حصل زمن الدولة الطولونيَّة، على الرُغم من الموقف الواضح لِلإخشيد في هاتين الولايتين والتي تخدم مصلحة العباسيين العُليا. لِذلك، أرسل الخليفة مُحمَّد بن رائق إلى الشَّام لِيُنافس الإخشيد ويحُد من أطماعه ويستخدمه ورقة ضغط عند الضرورة ضدَّ أي نشاطٍ مُعادٍ لِسياسته قد يُقدم عليه. وُلِّي مُحمَّد بن رائق على حلب وأعمالها، لكنَّهُ سُرعان ما طمع بالشَّام كُلُّها، فراح يُهدِّد الإخشيد ويُطالبه بِالأموال كجزية عن المُمتلكات الإخشيديَّة في الشَّام ما أدَّى إلى قلقه واستيائه من هذا الوضع، ونصحهُ مُستشاروه باسترضائه بِالأموال حتَّى يتجنَّب أذاه، فاقتنع بِهذه النصيحة وأرسل إليه الحسن بن طاهر بن يحيى العلوي، وكلَّفهُ باسترضائه. والواقع أنَّ مُحمَّد بن رائق اتخذ من المال ذريعةً لِتحقيق تطلُّعاته، ولم يُخف نواياه في التوسُّع على حساب الإخشيديين، فتوغَّل في عُمق الشَّام، فاستولى على حِمص ثُمَّ زحف إلى دمشق، فهزم واليها عُبيد الله بن طُغج واستولى عليها وطرده منها، وعيَّن مُحمَّد بن يزداد الشهرزوري حاكمًا عليها، ثُمَّ سار إلى مدينة الرملة ودخلها في أواخر ذي الحجَّة 327هـ وأوائل مُحرَّم 328هـ المُوافق فيه شهريّ أيلول (سپتمبر) وتشرين الأوَّل (أكتوبر) 939م، وانسحبت منها القُوَّات الإخشيديَّة من دون قتال، وتابع سيره إلى العريش وهو يُريد الديار المصريَّة.

### النزاع مع ابن رائق
كان لِلنجاح الذي حقَّقه مُحمَّد بن رائق في الشَّام أثرٌ على سياق الأحداث في مصر. فقد شعر الإخشيد بِضغط هذا الرجُل والجُهود المُضنية اللازمة لِوقفه عند حدِّه، وعلم بِأنَّهُ قُلِّد ولاية الشَّام، فأراد أن يستطلع رأي الخليفة والقائمين على السُلطة في بغداد، ويتعرَّف على مواقفهم من الأحداث الجارية في الشَّام، فكتب إلى مُمثله في عاصمة الخلافة علي بن أحمد العجمي يطلب منهُ إعلام الخليفة بِنشاط مُحمَّد بن رائق ومطامعه في الشَّام، وأنَّهُ، أي الإخشيد، حاول عبثًا استرضاءه، وسيلتزم بِقرار الخليفة إذا صحَّ أنَّهُ ولَّاه هذه البلاد، كما أنَّهُ على استعداد لِقتاله وصدِّه عن الشَّام إذا كلَّفهُ الخليفة بذلك. فما كان من الخليفة إلَّا أن ترك القرار لِأمير الأُمراء بجكم الذي قال: «مَن ضَرَبَ بِالسَّيفِ وَهَزَمَ صَاحِبُه فَالعَمَلُ لَه»، أي أنَّ القرار متروكٌ لِلسيف ومن ينتصر. وما أن علم الإخشيد بِموقف الخليفة وأمير الأُمراء، ثارت ثائرته وانتابته نوبة عصبيَّة وفكَّر في قطع صلته بِالخلافة العبَّاسيَّة والتقرُّب من الفاطميين بِالمغرب. فاستدعى الخطيب عُمر بن الحسن العبَّاسي وأمرهُ بِإسقاط الدُعاء لِلخليفة العبَّاسي مُحمَّد الراضي بِالله والدُعاء لِلخليفة الفاطمي مُحمَّد القائم بِأمر الله، لكنَّ مُستشاريه نصحوه بِالعُدول عن هذه الفكرة، وبيَّنوا له عاقبتها، إذ قد يلجأ الخليفة العبَّاسي إلى تعيين مُحمَّد بن رائق واليًا على مصر ويمُدُّه بِالمُساعدة الماديَّة لِلتصدِّي له، ما يُؤدي إلى نهاية الحُكم الإخشيدي. ويبدو أنَّ الإخشيد اقتنع بِوجهة نظر مُستشاريه مُدركًا أنَّ موقفه مع الدولة الفاطميَّة الفتيَّة سيكون أضعف من مكانته لدى الخِلافة العبَّاسيَّة المُتداعية، وأنَّ مصلحته الخاصَّة تقضي بِالبقاء مع العبَّاسيين، ولِهذا تراجع عن تنفيذ هذه الفكرة، إلَّا أنَّهُ رأى ضرورة استعمال القُوَّة لِلتصدي لِخصمه الطَّامع في أملاكه، فمضى يتجهَّز لِقتاله، وأعدَّ حملتين من أجل ذلك: بحريَّة أرسلها إلى سواحل الشَّام، وبريَّة قادها بِنفسه. فخرج من الفسطاط في شهر مُحرَّم 328هـ المُوافق فيه شهر تشرين الأوَّل (أكتوبر) 939م، وعسكر في الفرما، واستخلف أخاه الحسن بن طُغج على مصر، وأرسل طليعة إلى فلسطين لِلوُقوف على استعداد خصمه.
كان مُحمَّد بن رائق آنذاك يتقدَّم باتجاه مصر، وعسكر في الرملة، فاصطدمت طليعته بِالطليعة الإخشيديَّة في مُناوشاتٍ خفيفة، ثُمَّ سعى الحسن بن طاهر بن يحيى العلوي في الصُلح بين الطرفين، فأرسل الإخشيد كاتبه مُحمَّد بن كلا إلى الرملة لِلتفاوض عنه في شُروط الصُلح حيثُ اتفق الطرفان على اقتسام المنطقة، على أن تكون الرملة لِلإخشيد وطبريَّا وما يليها إلى الشمال من نصيب مُحمَّد بن رائق. وعاد الإخشيد إلى مصر. ويبدو أنَّ مُحمدًا بن رائق لم يكن صادقًا، فلم يُحافظ على بُنود الاتفاق مع الإخشيد، إذ ما أن تراجعت القُوَّة الإخشيديَّة باتجاه مصر حتَّى سار على رأس قُوَّة عسكريَّة كبيرة مُتوجهًا إلى الرملة في طريقه إلى مصر. وعندما علم الإخشيد بِزحفه حاول التوصُّل معه إلى اتفاقٍ يحقن دماء المُسلمين إلَّا أنَّهُ لم ينجح في مُحاولته السلميَّة، فقرَّر عندئذٍ التصدِّي له، فخرج على رأس جيشه والتقى بِجيش خصمه في العريش وجرت بينهما رحى معركةٍ ضارية أسفرت عن انهزام الإخشيد، وحتَّى لا يقع في يد خصمه، عزم على الهرب واللحاق بِالإمبراطوريَّة البيزنطيَّة عن طريق البحر أو التوجُّه إلى المغرب لِلاحتماء بِالفاطميين، لكن ما جرى من انهماك قُوَّات مُحمَّد بن رائق بِالسلب والنهب، دفع الإخشيد إلى إعادة تنظيم صُفُوف قُوَّاته، وكرَّ عليها وأخذها على حين غرَّة وهزمها، وقتل وأسر كثيرًا من أفرادها. وتمكَّن مُحمَّد بن رائق من الفرار والنجاة مع سبعين من أنصاره وتوجَّه إلى دمشق، فأرسل الإخشيد أخاه أبا نصر الحُسين من طُغج على رأس قُوَّةٍ عسكريَّة لِمُطاردته، لكنَّ مُحمَّدًا بن رائق باغته في منطقة اللُجون، على بُعد عشرين كيلومترًا من طبريَّا، فتغلَّب عليه وقتله وأسر بعض مُساعديه، وسار بهم إلى دمشق.
دفعت هذه التطوُّرات العسكريَّة الطرفين إلى التفاهم مُجددًا، ذلك أنَّ الإخشيد أرسل قُوَّاته بِقيادة كافور إلى شمالي الشَّام، فاستولى على حِمص وحلب، وأسر والي حلب مُحمَّد بن يزداد، وعاث في المدينة والمناطق المُجاورة، كما تعرَّض لِلأهالي بِالأذى، وعاد إلى مصر مُنتصرًا بعد أن عيَّن مساور بن مُحمَّد الرومي واليًا على حلب. لكنَّ الإخشيد رأى، على الرُغم من انتصاره، ضرورة التفاهم مع ابن رائق لِسببين: أنَّ ولاية مصر واقعة بين بلاد الفاطميين من الغرب وسائر الولايات العبَّاسيَّة من الشرق، وكان الأوائل لا يملُّون وهُم يُحاولون انتزاع مصر من الدولة العبَّاسيَّة، ويتربصون شرًا بِالإخشيديين، وفي الوقت نفسه كان العبَّاسيين يعملون على زرع بُذور الشقاق بين وُلاة المشرق ويدعمون الفوضى في الشَّام ومصر كي لا يستقل بهما أحد كما حدث مع الطولونيين، وفي نفس الوقت أدرك مُحمَّد بن رائق أنَّ الموقف السياسي في الشَّام يتطلَّب التعقُّل والتفاهم مع الإخشيد لِمُواجهة دسائس العبَّاسيين. كان مُحمَّد بن رائق السَّبَّاق إلى فتح باب التفاهم، فحنَّط جُثَّة الحُسين بن طُغج وأرسلها في تابوتٍ إلى الإخشيد مع ابنه مُزاحم بن مُحمَّد بن رائق، وحمَّلهُ رسالة اعتذار عن حادثة القتل عارضًا أن يفديه بابنه مُزاحم. كان لِهذا الموقف أثرٌ كبيرٌ في نفس الإخشيد، فامتنع عن الأخذ بِثأر أخيه وأكرم غريمه، ورفع منزلته، وردَّهُ إلى أبيه مُعززًا، وكان ذلك من الأسباب التي أدَّت لِلتقارب بين الطرفين، فتمَّ الصُلح على أن يكون لِلإخشيد جميع البلاد المُمتدَّة من الرملة إلى مصر، ويدفع لابن رائق جزية سنويَّة عن الرملة مقدارها مائة وأربعين ألف دينار، ويحتفظ الأخير بِالبلاد الشَّاميَّة الواقعة شمالي الرملة. وتمتَّن هذا الصُلح بالتقارُب الأُسري، فقد زوَّج الإخشيد ابنته فاطمة من مزاحم بن مُحمَّد بن رائق، وتقرَّر أن يبقى عند الإخشيد مُقابل أن يبقى عُبيد الله بن طُغج عند ابن رائق في دمشق.

### استعادة الشَّام
قُتل مُحمَّد بن رائق في الموصل يوم 21 رجب 330هـ المُوافق فيه 10 نيسان (أبريل) 932م، على يد ناصر الدولة الحمداني، الذي رمى جُثَّتهُ في نهر دجلة، وكتب إلى الخليفة يتَّهم ابن رائق بِالتآمر عليه - أي الخليفة - ولهذا تخلَّص منه. وفي واقع الأمر أنَّ ابن رائق كان قد توجَّه إلى العراق بِطلبٍ من الخليفة لِلحد من الاضطرابات التي نجمت عن صراع الأخير مع القادة التُرك. كان الإخشيد يُراقب تطوُّرات الأحداث في العراق والشَّام آنذاك، وعندما علم بِمقتل ابن رائق خرج من مصر إلى الشَّام لِلسيطرة عليها، وعيَّن أخاه أبا المُظفَّر الحسن بن طُغج نائبًا عنهُ في مصر. وعندما وصل إلى دمشق استقبله نائبها مُحمَّد بن يزداد الشهرزوري وسلَّمهُ مقاليد أُمورها، فأصلح شُؤونها وعاد إلى مصر مُصطحبًا معه مُحمَّد بن يزداد الشهرزوري، فعيَّنهُ على شُرطتها، وعمد في آخر ذي القعدة، المُوفق فيه 5 آب (أغسطس) إلى عقد اجتماع لِكبار قادته وأعوانه، تقرَّر فيه استخلاف ابنه أُنوجور من بعده. وفي 22 رجب 332هـ المُوافق فيه 21 آذار (مارس) 944م، غادر الإخشيد مصر مُتجهًا إلى دمشق، ثُمَّ انطلق منها إلى الرقَّة لِلقاء الخليفة، الذي طلب منه المُساعدة ضدَّ أمير الأُمراء الجديد «توزون»، الذي طغى وتحكَّم بالبِلاد والعباد. ولمَّا اجتمع الرجُلان أظهر الإخشيد الطَّاعة التامَّة لِلخليفة وبالغ في إظهار إجلاله، فأُعجب الخليفة به، فخلع عليه وكنَّاه بِأبي القاسم واستخلفهُ على ولايتيّ مصر والشَّام على مدى ثلاثين سنة، واعترف لهُ بِحق توريثها لِأبنائه من بعده. والواقع أنَّ هذا التقليد لم يكن إلَّا اعترافًا بِالأمر الواقع الذي لم يكن باستطاعة الخليفة أن يغض النظر عنه، إذ إنَّ الإخشيد كان قد أخذ البيعة لابنه من كبار قادته قبل لقاء الخليفة. ولم يحصل أي قتال بين الإخشيد وتوزون، إذ عاد الخليفة لِلتفاهم معه، فغدر به توزون وقبض عليه وسمل عينيه، وبايع أبا القاسم عبد الله بن المُكتفي بِالخلافة ولقَّبه بـ«المُستكفي بِالله»، وعاد الإخشيد إلى مصر بعد أن نظَّم أُمُور الشَّام، فعيَّن الحُسين بن لؤلؤ على دمشق ثُمَّ نقله بعد ستة أشهر إلى حِمص وعيَّن مكانه يانس المُؤنسي، وولَّى أبا الفتح عُثمان بن سعيد الكلابي حلب كما ولَّى أخاه أنطاكية. استمرَّت العلاقة الجيِّدة بين العبَّاسيين والإخشيديين، وقد أقرَّ المُستكفي الإخشيد على ولايتيّ مصر والشَّام، ودعا الأخير لِلأوَّل على المنابر في جميع أنحاء ولايته. وحدث في 22 جُمادى الآخرة 334هـ المُوافق فيه 29 كانون الثاني (يناير) 946م، خُلع الخليفة العبَّاسي المُستكفي على يد مُعز الدولة البُويهي المُستبد بِدولة الخِلافة العبَّاسيَّة، وبايع بدلًا منه أبو القاسم الفضل بن المُقتدر ولقَّبه بـ«المُطيع لِله»، فثبَّت المُطيع الإخشيد على أعماله وزاد عليها الثُغُور والحرمين واليمن، وخُطب لهُ على منابرها. والراجح أنَّ هذا التقليد على الحرمين واليمن هو رمزي، إذ إنَّ سُلطان الإخشيد لم يستقر في تلك الأقاليم التي كانت تحت حُكم أُسرات محليَّة رُبما خضع أُمراؤها إسميًا لِلخلافة العبَّاسيَّة، ثُمَّ إنَّ منح الخليفة التقليد على تلك الديار وتنازُله عن سُلطانه ونُفوذه السياسي يُؤكِّد ما وصلت إليه الخِلافة من ضُعف، ويُبرهن على مدى ما وصلت إليه الدولة الإخشيديَّة من الاتساع والقُوَّة.

## وفاته
توفي سنة 334 هـ / 946 م بدمشق. وعندما توفي، أوصى لابنه أبو القاسم أنوجور، الذي كان صغيراً، بالخلافة، فكان وصيه هو أبو المسك كافور الإخشيدي الذي حافظ علي ممتلكات الدولة الإخشيدية وقام بتوسيعها.